# UFC Fight Night: Brunson vs. Machida
UFC Fight Night: Brunson vs. Machida (também conhecido como UFC Fight Night 119) foi um evento de artes marciais mistas produzido pelo Ultimate Fighting Championship, realizado no dia 28 de outubro de 2017, no Ginásio do Ibirapuera, em São Paulo, Brasil.

## Fundo
Um combate entre os médios, o Derek Brunson e ex-Campeão meio-Pesado do UFC Lyoto Machida é esperado como evento principal da noite.
Um combate meio-pesado entre o ex-desafiante ao titulo dos meio pesados Glover Teixeira e Misha Cirkunov estava previsto para acontecer neste evento, mas foi transferido para o UFC on Fox 26 devido a uma recente cirurgia na mão do brasileiro.
O recém-chegado promoção Carlos Felipe foi denunciado por uma eventual violação da USADA decorrente de uma amostra fora da competição coletada em 29 de julho. Portanto, ele foi retirado de sua estréia no UFC contra Christian Colombo. Ele foi substituído pelo novo novato promoção Marcelo Golm. Em 20 de outubro, foi anunciado que Felipe aceitou uma suspensão de dois anos retroativa até a data da suspensão provisória. Ele testou positivo para metabolitos de stanozolol, 16β-hidroxi-stanozolol e 3'-hidroxi-stanozolol.
Espera-se que Augusto Mendes enfrente o recém-chegado promoção Boston Salmon no evento. No entanto, Mendes saiu da luta em 3 de outubro, citando uma lesão na perna. Ele foi substituído uma semana depois pelo recém-chegado promoção Raoni Barcelos. Posteriormente, Salmon retirou-se da luta em 20 de outubro, citando sua própria lesão. Como resultado, Barcelos também foi retirado do cartão.
No dia 6 de outubro, anunciou-se que Luan Chagas fraturou o pé e saiu de sua luta pelo welter contra Niko Price. Ele foi substituído por Vicente Luque.

## Bônus da Noite
- Luta da Noite:  Elizeu dos Santos vs.  Max Griffin
- Performance da Noite:  Derek Brunson e  Pedro Munhoz